# HD 349013
HD 349013 — двойная звезда в созвездии Геркулеса на расстоянии приблизительно 569 световых лет (около 175 парсек) от Солнца. Возраст звезды определён как около 4,1 млрд лет.
Вокруг звезды обращается, как минимум, одна планета.

## Характеристики
Первый компонент (HD 349013A) — жёлтый карлик спектрального класса G4V, или F5. Звёздная величина диапазона G звезды — +10,951m. Масса — около 1,056 солнечной, радиус — около 1,062 солнечного, светимость — около 1,026 солнечной. Эффективная температура — около 5542 K.
Второй компонент (HD 349013B) — красный карлик спектрального класса M. Звёздная величина диапазона G звезды — +16,768m. Эффективная температура — около 3419 K. Удалён на 11,37 угловой секунды (в среднем около 2009 а.е.).

## Планетная система
В 2022 году группой астрономов, работающих в рамках программы TESS, было объявлено об открытии планеты TOI-4463 b.